# Un bacio piccolissimo
Un bacio piccolissimo è un brano musicale composto da Giovanni Ornati e Gino Mescoli, finalista al Festival di Sanremo 1964 nell'interpretazione di Robertino e Bobby Rydell.
Dopo il Festival fu pubblicato su 45 giri, e raggiunse le prime posizioni nella classifica dei più venduti in Italia.
La canzone fu poi incisa anche in spagnolo (col titolo Un beso pequeñísimo) e tedesco (col titolo Heute Abend lass die Uhr zu Haus).
La sera del 15 febbraio 2013, durante la quarta serata del Festival di Sanremo denominata Sanremo Story, il brano è stato riproposto da Elio e le Storie Tese con la partecipazione speciale di Rocco Siffredi nel ruolo di voce recitante.